# Maarssen
Maarssen  è stata una municipalità dei Paesi Bassi situata nella provincia di Utrecht. Il comune autonomo è entrato a far parte il 1º gennaio 2011 del nuovo comune di Stichtse Vecht, di cui Maarssen è diventata capoluogo.